# Sonderanhänger 11
Der Anhänger (1-achsig) für Entseuchung mit Brausevorrichtung (Sonderanhänger 11, kurz: Sd. Ah. 11) diente bei der Wehrmacht zur Desinfektion oder Entlausung von Personal und Material.

## Technische Beschreibung
Das Fahrgestell des Anhängers war ein einachsiger Anhänger mit einem luftbereiften Reserverad, einer Zugöse, einer Handbremse, vorn mit einer Standstütze und hinten mit zwei verstellbaren Stützen. Der auf dem Fahrgestell befindliche Dampfkessel war ein Niederdruck-Dampfkessel mit 0,5 atü und 2,5 m² Heizfläche. Weiterhin konnten 100 Liter Wasser mitgeführt werden. Der Dampfkessel hatte einen Wasserstandsanzeiger, zwei Prüfhähne und einen Entleerungshahn. Befeuert wurde der Kessel mit festen Brennstoffen. Um die Asche einzufangen, gab es einen Ascheteller, welcher gleichzeitig durch Verstellen seiner Lage als Zugregler diente. Um den entstandenen Rauch abzuleiten, gab es einen Schornstein auf der rechten Seite des Anhängers.
Um Wäsche desinfizieren zu können, gab es eine Desinfektionstrommel. Diese hatte ein Fassungsvermögen von 0,6 m³ und hatte einen herausziehbaren Holzrost. Am Boden der Trommel gab es ein aus Rippenrohren bestehendes Heizgitter und darüber ein Sprührohr für Formalindampf. Oben in der Trommel gab es ein Dampfsprührohr. Um die Trommel zu isolieren, gab es einen Isolierschutzmantel. Ein türartiger, abklappbarer Deckel mit Flügelschrauben verschloss die Trommel. In diesem Deckel gab es ein Lüftungsventil und ein Thermometer zum Ablesen der Innentemperatur der Trommel. Die Trommel war nach vorn verlagert worden um einen Warmwasserbereiter mit 180 Litern Wasser Platz zum machen. Dieser hatte einen doppelten Boden und erzeugte den warmen Wasserdampf. Um den Warmwasserraum reinigen zu können, gab es einen Putzdeckel an der Stirnseite. Die Befüllung des Warmwasserbereiters erfolgte durch eine Flügelpumpe ab der linken Seite des Anhängers.
Zum Desinfizieren nutzte man Formalindampf. Dieser wurde in einem Formalinverdampfer erzeugt. Dafür gab es einen 1200 cm³ fassenden Formalinbehälter. Damit sich das Personal desinfizieren und duschen konnte, gab es eine Brausevorrichtung. Diese bestand aus einem Verteilerrohr mit Anschlussstutzen für den Schlauch, dem Warmwasserbereiter und vier Brauseköpfen. Drei dieser Brauseköpfe hatten ein Absperrventil. Das Verteilerrohr stand auf vier Stützen. Während der Fahrt wurde das Rohr mit den Stützen auf der linken Seite des Anhängers untergebracht.

## Einsatz

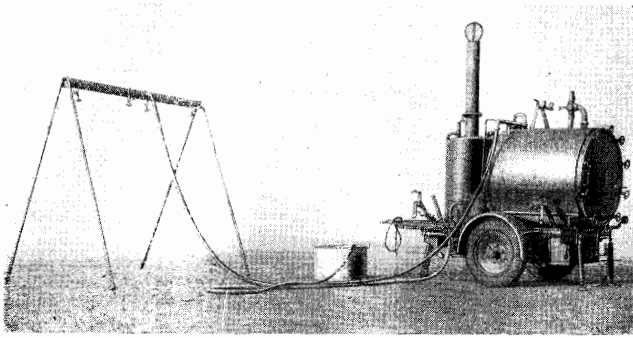
Der Sonderanhänger 11 mit aufgebauter Brausevorrichtung.

Zum Betrieb des Anhängers sollte man ihn neben einer Wasserstelle aufstellen und mit Hilfe der vorderen Stütze möglichst waagerecht ausrichten. Der Schornstein wurde danach hochgeklappt und festgestellt. Danach musste man den Dampfkessel vorsichtig mit Wasser durch die Flügelpumpe bis zu einer roten Wasserstandsmarke befüllen. Die beiden Prüfhähne sollten hierbei geöffnet werden. Sobald Wasser aus dem abfloss, mussten der untere Hahn geschlossen werden. Sobald das Wasser die Wasserstandsmarke erreicht hatte, musste auch der obere Prüfhahn geschlossen werden. Bevor mit dem Befeuern begonnen werden konnte, mussten der Rost und der Ascheteller von Schlacke und Asche gereinigt werden. Das Befeuern geschah durch Papier und Holz. Sobald ein kleines Feuer brannte, wurde es mit Kohle verstärkt, damit der Dampfdruck am Manometer anstieg. Die Dampfventile 2, 3, 4 und 8 mussten hierbei geschlossen werden. Eine Regulierung des Dampfdruckes erfolgte durch Öffnen und Schließen des Aschetellers. Wenn der Kesseldruck über 0,5 atü anstieg, musste der Ascheteller geschlossen werden. Ein Notfallventil konnte per Hand angehoben werden.
Nachdem der Druck im Kessel erreicht wurde, wurde der Deckel der Desinfektionstrommel geöffnet und das zu desinfizierende Material locker auf Kleiderbügel aufgehängt. Auf der Desinfektionstrommel gab es einen Dreiwegehahn. Dieser musste für einen Betrieb auf „H“ gestellt werden und das am Deckel befindliche Lüftungsventil musste geschlossen werden. Nach kurzer Zeit musste am Dreiwegehahn etwas Dampf ausströmen. Damit ging man sicher, dass Dampf durch den gesamten Mantelraum der Trommel strömte. Eine Entwässerung erfolgte durch den Entleerungshahn. Die Temperatur im Desinfektionsraum wurde auf +103 °C gebracht. Ein Desinfektionsvorgang dauerte nach erreichen dieser Temperatur rund 45 Minuten. Dabei sollte die Temperatur nicht unter +102 °C fallen. Nach Beendigung des Bedampfungvorgangs musste noch weitere 15 Minuten gewartet werden, bis sich der Dampf verzogen hatte und das Material entnommen werden konnte.
Pelze, Gegenstände aus Leder und anders zu desinfizierendes Material, welches bei einer Dampftemperatur von +100 °C beschädigt werden konnte, wurde mit Formalindämpfen desinfiziert. Alle anderen Materialien wurden mit heißem Wasserdampf behandelt.